# Camissonia brevipes
Espèce
Camissonia brevipes est une espèce de plantes à fleurs de la famille des Onagraceae, originaire du sud-ouest des États-Unis.

## Description morphologique

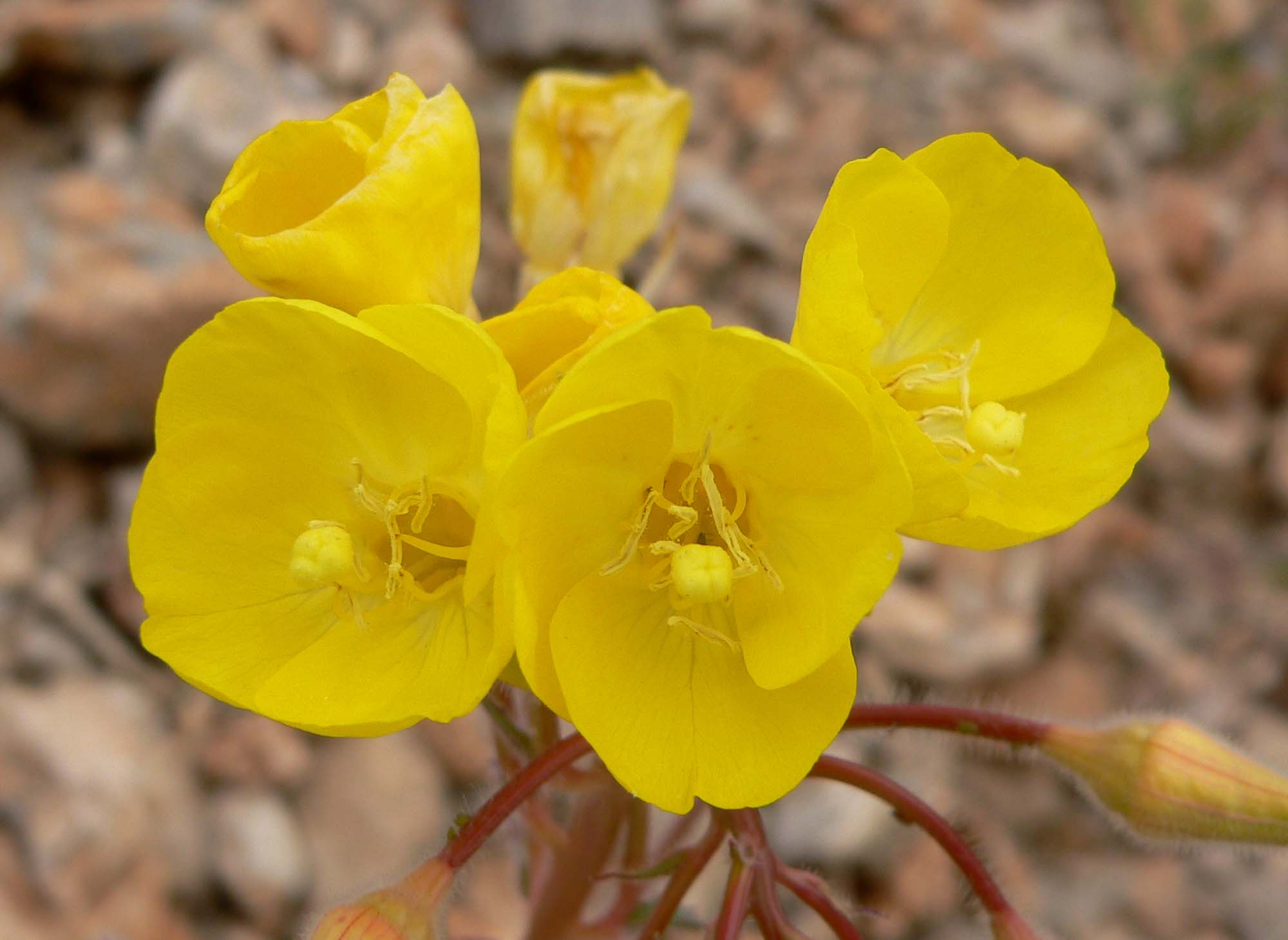
Détail de la fleur.

### Appareil végétatif
Cette plante, qui mesure de 2,5 à 75 cm de hauteur, est en fait constituée d'une rosette de feuilles de 2,5 à 12,5 cm de longueur. Seule la tige florale s'élèvera au-dessus d'une dizaine de centimètres.

### Appareil reproducteur
La floraison a lieu entre mars et mai.
De la rosette de feuilles de la base pousse une longue tige florale érigée, de couleur rougeâtre, très peu pourvue de feuilles. Cette tige florale porte une grande grappe de fleurs jaunes. Chaque fleur de 0,6 à 3,8 cm de diamètre. Elle possède 4 pétales très arrondis, 8 étamines à long filet (près de 6 mm), et un ovaire à très long style d'environ 1,3 cm de long, doté d'un grand stigmate arrondi.
Le fruit est une capsule étroite de 2 à 8,8 cm de longueur.

## Répartition et habitat
Cette plante pousse dans les zones désertiques du sud des États-Unis. La limite nord de son aire de répartition va du sud de la Californie à l'ouest de l'Utah et de l'Arizona.